# Chiềng Bằng
Chiềng Bằng là một xã thuộc huyện Quỳnh Nhai, tỉnh Sơn La, Việt Nam.
Xã Chiềng Bằng có diện tích 54,75 km², dân số năm 1999 là 6586 người, mật độ dân số đạt 120 người/km².